# Fußball Club Grün-Weiß Piesteritz e.V.
FC Grün-Weiß Piesteritz é uma agremiação esportiva alemã, fundada a 16 de julho de 1991, sediada em Wittenberg, na Saxônia-Anhalt.

## História
O primeiro precursor do FC Grün-Weiß Piesteritz foi criado a 1 de abril de 1919 como 1. FC Wacker Piesteritz, que se tornou VfR Piesteritz, em 1924, e Piesteritz TSB, em 1933. 
Após a Segunda Guerra Mundial, o clube foi renomeado BSG Chemie Piesteritz. Se tornaria ainda SV Grün-Weiß-Wittenberg Piesteritz sobre a reunificação alemã. Em 2001, o departamento de futebol do clube desportivo se separou para formar o FC Grün-Weiß Piesteritz, o qual atualmente joga na quinta camada, a NOFV-Oberliga Nord. O time foi promovido na temporada 2010-2011 da Verbandsliga Sachsen-Anhalt (VI) ao se sagrar campeão.

### Nomes anteriores
- 1919–1924 - 1. FC Wacker Piesteritz
- 1924–1933 - VfR Piesteritz
- 1933–1946 - TSB Piesteritz
- 1949–1990 - BSG Chemie Piesteritz
- 1990–2001 - SV Grün-Weiß Wittenberg-Piesteritz
- Desde 2001 - FC Grün-Weiß Piesteritz

## Títulos
- 2010-2011 - Campeão da Verbandsliga Sachsen-Anhalt (VI);